# مونته‌کیارو دآکوی
مونته‌کیارو دآکوی (به ایتالیایی: Montechiaro d'Acqui) یک کومونه در ایتالیا است که در استان آلساندریا واقع شده‌است. مونته‌کیارو دآکوی ۱۷٫۵ کیلومترمربع مساحت و ۵۶۴ نفر جمعیت دارد و ۵۴۰ متر بالاتر از سطح دریا واقع شده.